# Uroleucon amamianum
Uroleucon amamianum är en insektsart. Uroleucon amamianum ingår i släktet Uroleucon och familjen långrörsbladlöss. Inga underarter finns listade i Catalogue of Life.